# بيرني برادلي
بيرني برادلي (بالإنجليزية: Bernie Bradley)‏ هو مدرب كرة سلة أمريكي، ولد في 9 سبتمبر 1909، وتوفي في 24 يوليو 1986.